# Asmate vandarbana
Asmate vandarbana là một loài bướm đêm trong họ Geometridae.